# 原田村 (静岡県富士郡)
原田村（はらだむら）は静岡県の東部、富士郡に属していた村である。現在の富士市中心部の北東、岳南原田駅の北側一帯にあたる。

## 地理
- 河川：富士川、潤井川

## 歴史
- 1889年（明治22年）4月1日 - 町村制の施行により、原田村、三ツ沢村が合併して発足。
- 1955年（昭和30年）2月11日 - 吉原市、元吉原村、須津村、吉永村と合併し、改めて吉原市が発足。同日原田村廃止。

## 交通

### 鉄道路線
- 岳南鉄道
  - 岳南線
    - 岳南原田駅

### 道路
現在は東名高速道路が旧村域を通過しているが、当時は未開通。